# Honda Wave

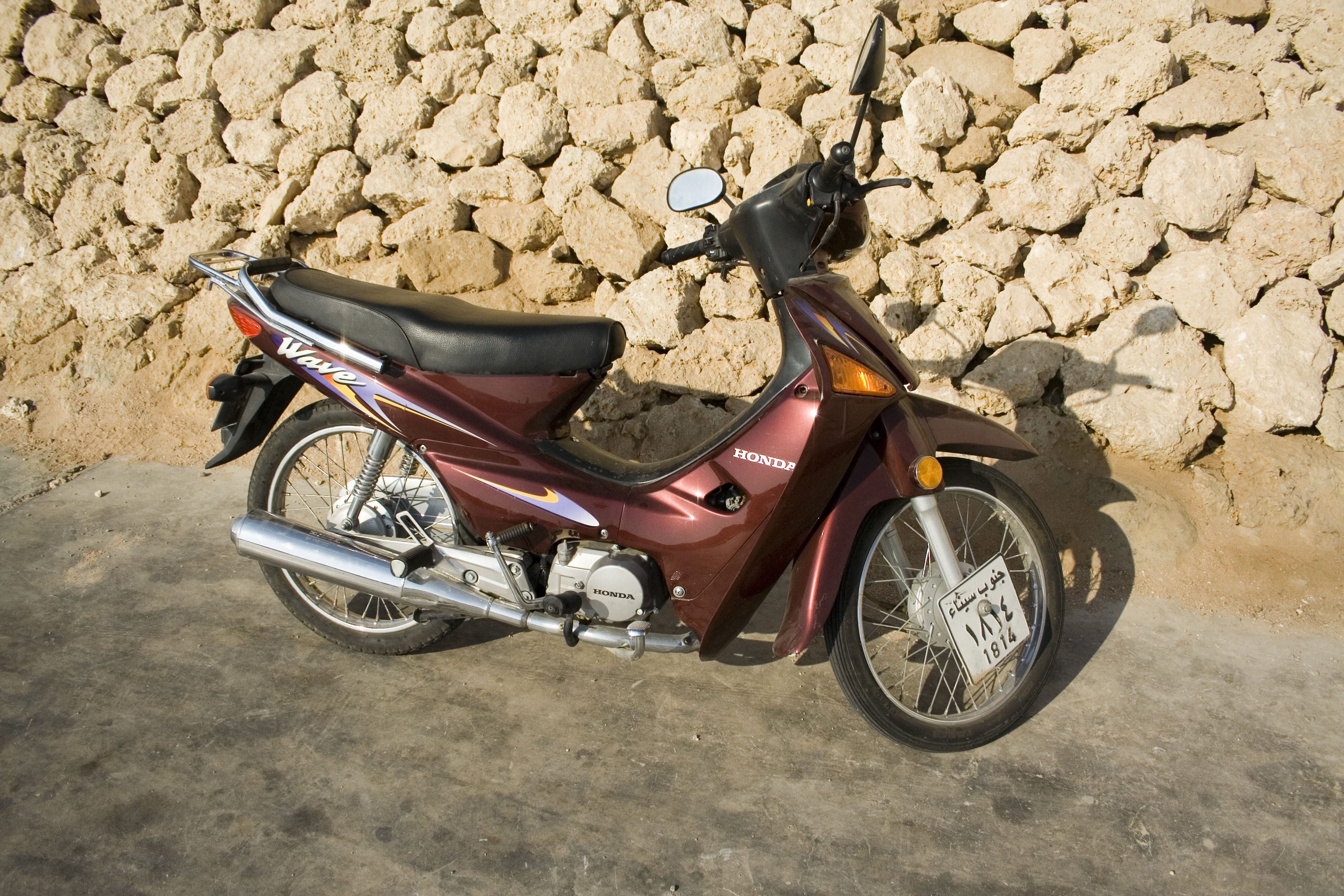
Honda Wave.

Honda Wave, también conocida como Honda serie NF, Honda Innova (en Europa), y Honda Supra (en Indonesia) es una serie de modelos de motocicletas pequeñas (conocidas como underbone) de baja cilindrada fabricadas por Honda Motor Co. Ltd como la sucesora mundial de la popular serie de motocicletas Honda Cub. Se lanzaron al mercado en 1995 en los mercados asiático y europeo y en 2004 en el mercado sudamericano. Si bien la mayor parte de las Honda Cub están estampadas en marco de acero, que también actúa como cuerpo principal, la Honda Wave utiliza tubos de acero para los marcos y conjuntos de tapa de plástico para el cuerpo.
La Honda Wave se ofrece con tres opciones de motor 100 cm³, 110 cm³ y 125 cm³. Además de los tres modelos que utilizan carburadores, Honda también produce el modelo con inyectores de combustible, es la primera vez que una underbone utiliza  inyección de combustible.
En 2006, la serie de la Honda Wave se retocó para mejorar su aspecto. Además, el modelo 125 cm³ incluye una ranura de la llave cubierta para una mejor protección contra el robo. A partir del 2007, el Innova Honda 125 en Europa comenzó a utilizar el sistema de inyección de combustible para reemplazar los carburadores utilizados por la mayoría de las series de Honda Wave.

## Especificaciones
Honda Wave 125

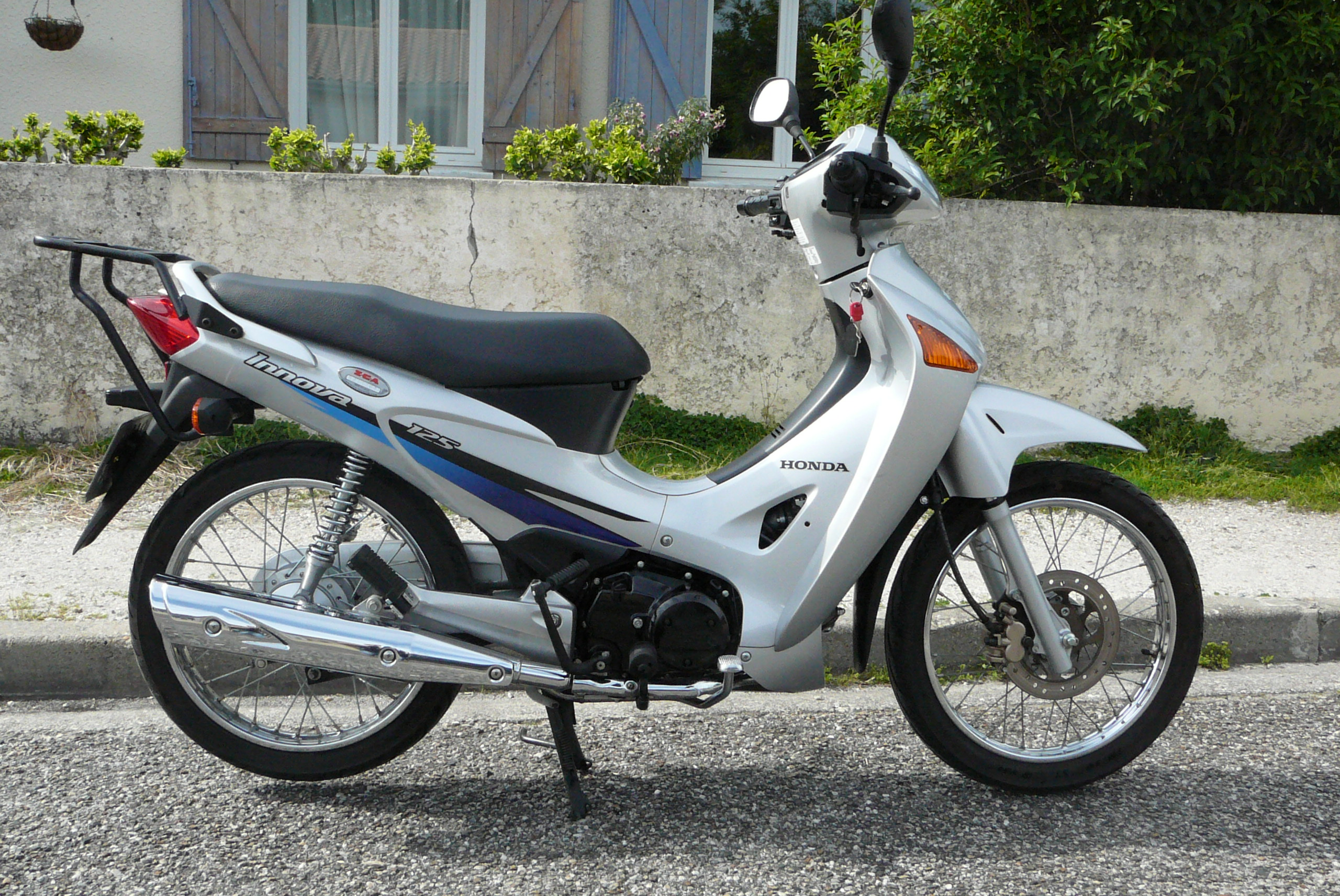
Honda Innova 2007 gris

- Tipo de motor: SOHC, 2 válvulas, motor de 124 cm³ de 4 tiempos refrigerado por aire
- Cilindrada: 124,9 cm³
- Diámetro x carrera: 52,4 mm x 57,9 mm
- Relación de compresión: 9,3:1
- Potencia máxima: 9,3 CV @ 7500 rpm (tipo con carburador), 9,18 PS@7500 rpm (tipo con inyección de *combustible)
- Par máximo: 1,03 kgf.m @ 4000 rpm (tipo con carburador), kgf.m 0,99 / 5000 rpm (125 cm³ tipo con *inyección de combustible)
- Velocidad máxima: 120 km/h
- Transmisión: 4 velocidades
- Embrague: Húmedo multi-placa centrífuga
- Motor de arranque: A patada y arranque eléctrico
- Tipo de marco: tubo de acero Underbone
- Suspensión delantera: Telescópica
- Suspensión trasera: Basculante
- Freno delantero: disco / tambor de accionamiento mecánico
- Freno trasero: líder final de batería / disco (para algunos modelos Supra X 125 en Indonesia)
- Capacidad del depósito: 3,7 L
- Consumo de combustible: 56 km/L (125 cm³ tipo con inyección de combustible)
- Sistema de combustible: Honda PGM-FI (Onda 125i, Supra X 125 PGM-FI y 2007 Honda Innova 125 solamente); carburadores (todos los modelos de otros.

Honda Wave NF 110
- Motor: Tipo Monocilíndrico de 4 tiempos, OHC, refrigerado por aire.
- Cilindrada: 97.1 cm³
- Relación: 8,8:1
- Alimentación: Carburador

Honda Wave S 2023 (modelo base) (Argentina)

Honda Wave S-DX 2023 (modelo Full) (Argentina)

- Encendido: CDI (ignición por descarga capacitiva) con avance electrónico.
- Arranque: A patada / eléctrico
- Transmisión
- Tipo 4 velocidades
- Frenos
- Frenos delanteros: A tambor.
- Frenos traseros: A tambor.
- Suspensión delantera: Horquilla telescópica.
- Suspensión trasera: Brazo oscilante con doble amortiguador.
- Neumático delantero: 2.25-17 33L.
- Neumático tradsero: 2.50-17 43L.
- Largo: 1870 mm
- Alto: 1050 mm
- Ancho: 715 mm
- Distancia entre ejes: 1210 mm
- Altura de asiento: 750 mm
- Otras Especificaciones
- Velocidad máxima: 105 km/h
- Capacidad de combustible: 3,83 litros
- Peso en seco: 94,9 kg

Honda Wave S 110 (argentina)
- Cilindrada: 109,1 cc
- Relación: 9,0 : 1
- Alimentación: Carburador
- Encendido: CDI (ignición por descarga capacitiva) con avance electrónico.
- Arranque: A patada / eléctrico
- Transmisión
- Tipo 4 velocidades
- Frenos
- Frenos delanteros: A tambor.
- Frenos traseros: A tambor.
- Suspensión delantera: Horquilla telescópica.
- Suspensión trasera: Brazo oscilante con doble amortiguador.
- Neumático delantero: 70/90-17M/C 38P
- Neumático tradsero:  80/90-17M/C 50P
- Largo: 1.897 mm
- Alto: 1.083 mm
- Ancho: 706 mm
- Distancia entre ejes: 1.227 mm

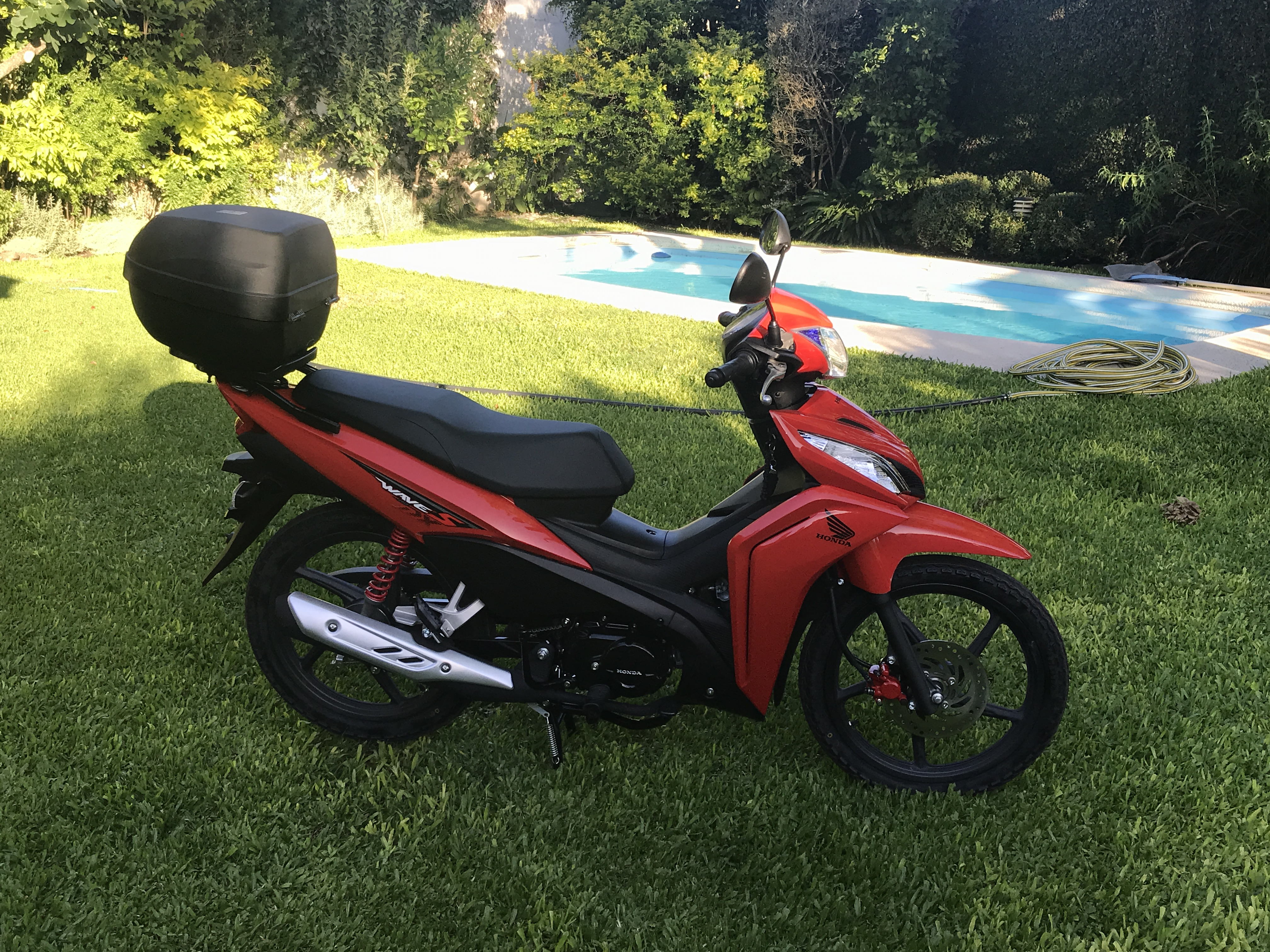
Honda Wave S-DX 2023 (Argentina)

- Distancia mínima al suelo: 135mm
- Otras Especificaciones
- Velocidad máxima: 85 km/h
- Capacidad de combustible: 3,7 litros
- Peso en neto: 101 kg

Honda Wave S-DX 110 (argentina)
- Monocilíndrico, 4 tiempos, 2 válvulas, OHC, refrigerado por aireHonda Wave S-DX 2023Honda Wave S-DX 2023 (modelo Full) (Argentina)Cilindrada: 109,1 cc
- Relación: 9,0 : 1
- Alimentación: Carburador
- Encendido: CDI (ignición por descarga capacitiva) con avance electrónico.
- Arranque: A patada / eléctrico
- Transmisión
- Tipo 4 velocidades
- Frenos
- Frenos delanteros: A Disco (hidráulicos)
- Frenos traseros: A tambor.
- Suspensión delantera: Horquilla telescópica.
- Suspensión trasera: Brazo oscilante con doble amortiguador.
- Neumático delantero: 70/90-17M/C 38P
- Neumático tradsero:  80/90-17M/C 50P
- Largo: 1.897 mm[1] (argentina)
- Monocilíndrico, 4 tiempos, 2 válvulas, OHC, refrigerado por aireHonda Wave S-DX 2023 (Argentina)
- Alto: 1083 mm
- Ancho: 706 mm
- Distancia entre ejes: 1227 mm
- Distancia mínima al suelo: 135 mm
- Otras Especificaciones
- Velocidad máxima: 95 km/h
- Capacidad de combustible: 3,7 litros
- Peso en neto: 101 kg

## Recepción
La Honda Wave ganó una reputación considerable en varios países asiáticos, especialmente en las Filipinas, Malasia (prefieren Honda a Kawasaki), Indonesia, Vietnam, Maldivas y Tailandia. También en Sudamérica donde tuvo una gran acogida especialmente en países como Argentina y Brasil donde los jóvenes y adultos por igual eligen este vehículo. Una de las razones de la popularidad de la Wave es porque las motos pueden ser fácilmente personalizadas, y la disponibilidad de piezas de transmisión y actualizaciones.

## Diseño
Debido a la popularidad del diseño simple de la Honda Wave, ésta se ha convertido en blanco de imitadores de China y en otros lugares, hasta el punto de copiarlo directamente (sobre todo el cuerpo de la primera generación). Y debido a que eran más baratas en comparación con la Wave de más alta gama, que son las favoritos. La mayoría de los clones son casi idénticos a los originales, e incluso pueden ser intercambiables con las piezas de las motos originales, aunque algunos de ellos poseen un diseño diferente de sus faros, o un panel de carrocería modificado.
La Oficina Nacional de Investigación, en respuesta a una denuncia presentada por Honda, ha llevado a cabo incursiones contra varios establecimientos por la venta de clones de motocicletas Honda.